# Пародонтоз

Пародонто́з (от др.-греч. παρα — напротив, противоположный и ὀδούς, род. п. ὀδόντος — зуб) — устаревший термин, означающий глубокое поражение околозубной ткани (пародонта) — пародонтит с агрессивным течением. В МКБ-10 присутствует только «юношеский (ювенильный) пародонтоз».

## Терминология
Среди названий заболеваний часто встречается ошибочное написание «парадонтоз» вместо пародонтоз (слово происходит от корня одонт). Частота запросов в Интернет достигает 1:2. Согласно классификации Всемирной организации здравоохранения (ВОЗ) используется только «пародонтоз», поэтому использование иных терминов нежелательно.
Распространённой ошибкой является использование термина «пародонтоз» вместо термина «пародонтит». Ювенильный пародонтоз встречается крайне редко (0,1-5,9 %) (http://onlinelibrary.wiley.com/doi/10.1111/prd.12019/full Архивная копия от 21 сентября 2017 на Wayback Machine). Клинические симптомы, которые приписываются «пародонтозу» (появление десневых карманов, гноевыделение из десневых карманов, подвижность зубов) являются классическими проявлениями агрессивных пародонтитов. Для пародонтоза характерны хорошая фиксация зубов, незначительное количество зубных отложений, обнажение шеек зубов без десневых карманов и гноя.

## Патогенез
Заболевание проявляется прогрессирующей атрофией зубных ячеек альвеолярных отростков. Рентгенологическое исследование позволяет выявить склеротические изменения костной ткани (уменьшение костномозговых пространств, мелкоячеистый рисунок кости). Атрофические процессы в этой ткани приводят к равномерному уменьшению высоты межзубных перегородок при сохраняющихся кортикальных пластинках. При рентгенологическом исследовании определяется убыль костной ткани межзубных перегородок, очаги остеопорозам, рисунок кости мелкоячеистый, склеротированный.

## Этиология
Агрессивный пародонтит обусловлен, в первую очередь, неадекватным гигиеническим режимом. Возможно, что в развитии заболевания играют роль генетические факторы. Заболевание усугубляется при системных заболеваниях, сахарном диабете и других эндокринных патологиях и хронических заболеваниях.

## Лечение
В 1982 году профессор Т. В. Никитина, руководитель отдела ЦНИИ стоматологии Министерства здравоохранения СССР утверждала, что «о полной излечиваемости возникшего в пародонте воспалительно-дистрофического процесса можно говорить лишь применительно к самым начальным, преморбидным стадиям, которые имеют слабое клиническое выражение», но возможно стабилизировать развитие патологического процесса.

### Хирургическое лечение
При лечении заболеваний пародонта безусловный приоритет принадлежит хирургическим методам. Используются различные методики направленной регенерации тканей и материалы — мембраны, подсадочные материалы. Используются клеточные культуры, которые избирательно повышают активность регенеративных процессов — фибробласты, тромбоцитарный фактор роста, стволовые клетки.
В совокупности с остеопластическими материалами и мембранной техникой перечисленные факторы роста клеток соединительной ткани позволяют существенно повысить эффективность лечения.

## Профилактика
Важную роль в профилактике пародонтита играет гигиена полости рта (использование зубных паст, гелей, ополаскивателей; применение зубной щетки с мягкой щетиной, не травмирующей десну и не вызывающей рецессию десны).